# Smuniew
Smuniew [ˈsmuɲef] est un village polonais de la gmina de Repki dans le powiat de Sokołów et dans la voïvodie de Mazovie, au centre-est de la Pologne.
Il est situé à environ 13 kilomètres au sud-est de Sokołów Podlaski et à 96 kilomètres à l'est de Varsovie.